# 누에라
누에라(Nouera 또는 NouerA)는 KBS의 리얼리티 경쟁 프로그램인 메이크 메이트 원을 통해 결성되고 누아엔터테인먼트(Nouer Entertainment)에서 관리하는 신인 대한민국 보이 밴드이다. 이 그룹은 기현, 준표, 현준, 유섭, 린, 팬, 미라쿠의 7명으로 구성되어 있다. 이들은 EP Chapter: New Is Now로 2025년 2월 26일에 데뷔한다.

## 이름
누아엔터테인먼트(Nouer Entertainment)에 따르면, 이 그룹의 이름은 "프랑스어로 '묶다'는 뜻의 'nouer'와 '시대'를 뜻하는 'era'의 합성어"이다. 이 7명의 소년들은 자유분방하고 미래지향적인 사고방식을 가지고 있으며, 이 시대의 많은 장벽을 초월하고 음악을 통해 대중의 일상에 새로운 에너지와 자극을 불어넣을 수 있는 음악가가 되고 싶어한다.

## 구성원
- 기현
- 준표
- 현준
- 유섭
- 린
- 빙판
- 미라쿠

## 수상 목록
- 2025년 2025 아시아 스타 엔터테이너 어워즈 핫 트렌드상